# پل واسن
پل واسن (انگلیسی: Paul Vaessen; ۱۶ اکتبر ۱۹۶۱ – ۸ اوت ۲۰۰۱) بازیکن فوتبال اهل بریتانیا بود.
از باشگاه‌هایی که در آن بازی کرده‌است می‌توان به باشگاه فوتبال آرسنال اشاره کرد.